# Поместье
Поме́стье — разновидность земельного владения, предоставлявшегося за воинскую или государственную службу в России в конце XV — начале XVIII веков. Владелец поместья назывался помещиком.
Предоставлялось на условиях военной или какой-либо другой государственной службы первоначально в пожизненное владение; по словам историка В. О. Ключевского, это

… участок казённой или церковной земли, данный государем или церковным учреждением в личное владение служилому человеку под условием службы, то есть как вознаграждение за службу и вместе как средство для службы. Подобно самой службе, это владение было временным, обыкновенно пожизненным. Условным, личным и временным характером своим поместное владение отличалось от вотчины, составлявшей полную наследственную земельную собственность своего владельца

Впоследствии стало переходить по наследству, а также переходить меной, сдачей и иными способами от помещика (владельца поместья) к помещику. С владением поместьем соединялось владение населяющими его крестьянами. По Указу о единонаследии (1714 год) поместье слилось с вотчиной в единый вид земельной собственности — имение.
Европейские аналоги — испанская асьенда и португальская фазенда.